# Xenonectriella
Xenonectriella is een geslacht van schimmels behorend tot de familie Nectriaceae. Het typesoort is Xenonectriella lutescens.

## Soorten
Volgens Index Fungorum telt het geslacht 20 soorten (peildatum maart 2023):
| Soortnaam                      | Auteur(s)                                      | Publicatiejaar |
| ------------------------------ | ---------------------------------------------- | -------------- |
| Xenonectriella angulospora     | (Etayo) F. Berger                              | 2020           |
| Xenonectriella aurantiaca      | Etayo                                          | 2008           |
| Xenonectriella calabrica       | Brackel & Puntillo                             | 2016           |
| Xenonectriella coppinsiana     | Etayo                                          | 2017           |
| Xenonectriella dirinariae      | Etayo & van den Boom                           | 2013           |
| Xenonectriella fissuriprodiens | (Etayo) Etayo                                  | 2017           |
| Xenonectriella humilis         | Etayo                                          | 2008           |
| Xenonectriella leptaleoides    | (Etayo) Etayo                                  | 2008           |
| Xenonectriella lutescens       | (Arnold ex Rehm) Weese                         | 1919           |
| Xenonectriella nephromatis     | Pérez-Ort.                                     | 2020           |
| Xenonectriella ornamentata     | (D. Hawksw.) Rossman                           | 1999           |
| Xenonectriella physciacearum   | F. Berger, E. Zimm. & Brackel                  | 2020           |
| Xenonectriella protopannariae  | (Zhurb.) Brackel                               | 2014           |
| Xenonectriella rosea           | Etayo                                          | 2008           |
| Xenonectriella rugulatispora   | Etayo                                          | 2017           |
| Xenonectriella septemseptata   | (Etayo) Etayo & van den Boom                   | 2014           |
| Xenonectriella streimannii     | (S.Y. Kondr., Coppins & D.J. Galloway) Rossman | 1999           |
| Xenonectriella subimperspicua  | (Speg.) Etayo                                  | 2017           |
| Xenonectriella vertebrata      | Etayo                                          | 2017           |
| Xenonectriella zimmermannii    | F. Berger & Brackel                            | 2020           |